# Кашинетте-д’Ивреа
Кашинетте-д’Ивреа (итал. Cascinette d'Ivrea) — коммуна в Италии, располагается в регионе Пьемонт, в провинции Турин.
Население составляет 1448 человек (2008 г.), плотность населения составляет 724 чел./км². Занимает площадь 2 км². Почтовый индекс — 10010. Телефонный код — 0125.
Покровителем населённого пункта считается святой Антоний Падуанский.

## Демография
Динамика населения:

## Администрация коммуны
- Официальный сайт. Архивная копия от 27 февраля 2009 на Wayback Machine